# Stor-Göktjärnen
Stor-Göktjärnen är en sjö i Bräcke kommun i Jämtland och ingår i Ljungans huvudavrinningsområde. Sjön har en area på 0,094 kvadratkilometer och ligger 352,1 meter över havet. Sjön avvattnas av vattendraget Djupsjöbäcken.

## Delavrinningsområde
Stor-Göktjärnen ingår i det delavrinningsområde (698670-147378) som SMHI kallar för Utloppet av Djupsjön. Medelhöjden är 371 meter över havet och ytan är 8,99 kvadratkilometer. Det finns inga avrinningsområden uppströms utan avrinningsområdet är högsta punkten. Djupsjöbäcken som avvattnar avrinningsområdet har biflödesordning 4, vilket innebär att vattnet flödar genom totalt 4 vattendrag innan det når havet efter 214 kilometer. Avrinningsområdet består mestadels av skog (68 procent). Avrinningsområdet har 1,3 kvadratkilometer vattenytor vilket ger det en sjöprocent på 14,5 procent.